# Coventrysaladen
Coventrysaladen er en middelalderlig hjelm fra 1400-tallet af typen salade, der nu er udstillet på Herbert Art Gallery and Museum.
 Engelske salader bliver betragtet som værende sjældne og vigtige.

## Beskrivelse
Hjelmen er ca. 28 cm høj og 31 cm lang samt 18 cm bred. Den vejer 2,4 kg. Den har en kort hale og et visir med kæbeben og forstærkning omkring øjebrynet. Stilistisk er det en "højkronet" hjelm, der er anderledes end Italien og Tyskland. Der er blevet tilføjet en holder til en fjer efter den var færdig.

## Historie
Hjelmen blev fremstillet omkring år 1460 under rosekrigene, og pladesmedens mærke tyder på at han stammer fra Italien. I 1800-tallet blev den brugt under Coventrys Godiva Procession. I en overgang blev den opbevaret i St Mary's Hall i Coventry, og den er nu udstillet på Herbert Art Gallery and Museum i byen.
Der findes kun ganske få stykke engelsk fremstillet rustning fra denne periode, og man mener at Coventry-saladen er det eneste af sin type i England.